# Ермоловское
Ермоловское — деревня в Вологодском районе Вологодской области.
Входит в состав Новленского сельского поселения, с точки зрения административно-территориального деления — в Новленский сельсовет.
Расстояние по автодороге до районного центра Вологды — 68 км, до центра муниципального образования Новленского — 8 км. Ближайшие населённые пункты — Еремеево, Филютино, Горка-Ильинская, Олешково, Авдеево, Келебардово.

## Население
| 2010 |
| ---- |
| 0    |

По переписи 2002 года население составляло 2 человека.